# Journal of Human Evolution
O Journal of Human Evolution (JHE) é uma revista científica mensal revisada por pares que se concentra em publicar artigos da mais alta qualidade abrangendo todos os aspectos do ser humano. A JHE foi fundada em 1972 e é publicada pela Elsevier. O foco central do JHE é voltado conjuntamente para o trabalho paleoantropológico, abrangendo fósseis humanos e primatas, e em estudos comparativos de espécies vivas, incluindo evidências morfológicas e moleculares. Estes incluem descrições de novas descobertas, análises e interpretações de materiais novos e previamente descritos, e avaliações da filogenia e paleobiologia de espécies primatas. 
Além dos artigos de pesquisa originais, o espaço é alocado para a rápida publicação de comunicações curtas sobre novas descobertas, como a de novos fósseis, bem como revisões de livros e de artigos de alta qualidade.
A revista exibiu níveis incomuns de autocitação e seu fator de impacto de revista de 2019 foi brevemente suspenso do Journal Citation Reports em 2020, uma sanção que atingiu 34 periódicos no total. Essa decisão foi posteriormente anulada e a revista recebeu um fator de impacto de 2019 de 3.534, contra 3.155 em 2018.